# Excelsior Mariaburg
Excelsior Mariaburg is een Belgische voetbalclub uit Sint-Mariaburg, Brasschaat uitkomend in tweede Provinciale. De club is ontstaan in 2019 na een fusie tussen K. Mariaburg VK en KFC Excelsior Kaart en is bij de KBVB aangesloten met stamnummer 5357 overgenomen van K. Mariaburg VK. De eerste ploeg voetbalt in het Complex Zwemdok en de jeugd maakt gebruik van het Complex Rustoord. Blauw-wit zijn de clubkleuren.

## Geschiedenis
Excelsior Mariaburg is in 2019 ontstaan na een fusie van zusterclubs K. Mariaburg VK en KFC Excelsior Kaart, beide uit Brasschaat.
De eerste ploeg ging van start in de Derde Provinciale A van Antwerpen en eindigde meteen op een 6de plaats na 27 gespeelde wedstrijden, de competitie werd immers vroegtijdig stopgezet vanwege de coronapandemie.
In het seizoen 2020/21 ging de ploeg van start in Derde Provinciale B en zat in de reeks met onder meer FCO Hemiksem, KFC Wintam, Schelle Sport, VVH Lippelo, FC Turk Sport Antwerpen, Sporting Burcht FC en Willebroekse SV.

Excelsior Mariaburg A werd in het seizoen 2021 - 2022 kampioen in derde provinciale B.